# برايان بارك
برايان بارك (بالإنجليزية: Brian Bark) هو لاعب كرة قاعدة أمريكي، ولد في 24 أغسطس 1968 في بالتيمور في الولايات المتحدة.

## وصلات خارجية
- برايان بارك على موقعبيزبول رفرنس.كوم (الدوري الرئيسي) (الإنجليزية)
- برايان بارك على موقع مشجعي الرسوم البيانية (الإنجليزية)